# 다리당
다리당(히브리어: גשר 게셰르)은 이스라엘의 자유주의, 중도 정당으로, 2018년 12월 전 이스라엘은 우리의 집 소속 국회의원 오를리 레비가 창당했다. 경제 및 생활비 이슈에 집중하고 있으며, 불평등 최소화에 목높이고 있다. 당명은 오를리의 부친인 다비드 레비의 국민사회운동의 약칭(다리)에서 유래했다.